# Manuele Mori
Manuele Mori (Empoli, 9 agosto 1980) è un dirigente sportivo ed ex ciclista su strada italiano. Ciclista professionista dal 2004 al 2019, aveva caratteristiche di passista veloce. Dal 2020 è direttore sportivo del team UAE Emirates.
È figlio di Primo Mori e fratello minore di Massimiliano Mori, entrambi ex ciclisti professionisti.

## Carriera
Dopo alcune stagioni nella categoria Dilettanti Under-23, nell'estate 2002 si trasferisce come stagista tra le file del team sloveno Perutnina Ptuj. Non viene però confermato, tra la stagione 2003 fra i Dilettanti Elite con la Grassi-Colnago di Daniele Tortoli, con cui vince alcune gare di categoria, passa professionista all'inizio del 2004, ingaggiato dalla formazione spagnola Saunier Duval-Prodir.
Le sue doti di passista veloce si uniscono ad una buona resistenza sulle salite medio-facili. Spesso fermato da infortuni e cadute, nel 2006 conclude terzo al Grand Prix de Ouest-France e quarto al Giro del Piemonte. Il 28 ottobre 2007 coglie la sua prima vittoria da professionista, alla Japan Cup di Utsunomiya. 
Dal 2009 al 2019 gareggia per il team Lampre, divenuto UAE Emirates nel 2017. Con la maglia della squadra, diretta da Giuseppe Saronni, svolge perlopiù ruoli di gregario; nel 2013 si classifica comunque secondo al Gran Premio Bruno Beghelli e nel 2016 quarto alla Japan Cup.
Dopo il ritiro dalle corse, avvenuto a fine 2019, è rimasto al team UAE Emirates divenendone uno dei direttori sportivi.

## Palmarès
- 2000 (Dilettanti Under-23, Team Casprini-Pitti Shoes)

Gran Premio Ciaponi Edilizia
- 2003 (Dilettanti Elite, Grassi-Colnago-Vannucci Piante)

Giro del Montalbano
Gran Premio di Poggiana
Gran Premio Industria del Cuoio e delle Pelli
3ª tappa, 1ª semitappa, Giro della Toscana Under-23 (Perignano)
Coppa Mobilio Ponsacco
- 2007 (Saunier Duval-Prodir, una vittoria)

Japan Cup

## Piazzamenti

### Grandi Giri
- Giro d'Italia

2004: 76º
2005: 85º
2006: 88º
2007: ritirato (15ª tappa)
2009: 93º
2014: 118º
2015: 80º
2016: 63º
2018: 66º
- Tour de France

2013: 76º
2017: ritirato (9ª tappa)
- Vuelta a España

2010: 90º
2011: 107º
2013: 70º

### Classiche monumento
- Milano-Sanremo

2004: 77º
2005: 10º
2007: 18º
2008: 28º
2009: 20º
2010: 77º
2011: 72º
2014: ritirato
2015: 82º
2016: ritirato
2017: 61º
- Giro delle Fiandre

2007: ritirato
2012: 68º
- Parigi-Roubaix

2015: ritirato
- Liegi-Bastogne-Liegi

2004: 41º
2005: 54º
2007: 22º
2009: 66º
2010: 54º
2011: ritirato
2012: 74º
2013: 68º
2015: 95º
2016: 24º
2017: 73º
2018: 108º
2019: ritirato
- Giro di Lombardia

2004: ritirato
2005: ritirato
2007: 31º
2008: 25º
2009: 81º
2010: 27º
2011: 54º
2012: 40º
2013: 36º
2015: ritirato
2016: 36º
2018: ritirato